# Sebastião de Castro Caldas
Sebastião de Castro e Caldas ou Sebastião Pereira de Caldas, fidalgo da Casa Real e cavaleiro professo da Ordem de Cristo, foi um administrador colonial português.
Em 1718 passa a ser comendador da comenda de Santa Maria da Covilhã da Ordem de Cristo.

## Biografia

### Militar
Prestou serviços por muitos anos nas províncias do Minho e Trás os Montes, na Beira e Alentejo (serviu nestes lugares de 1660 a 1686). Nestes lugares serviu em praça de soldado de cavalo e infante, alferes de mestre de campo, capitão de infantaria, mestre de campo de auxiliares (no Minho) e comissário de cavalos. Estava presente na famosa Batalha de Montes Claros. Lutou na guerra contra Castela como capitão de infantaria gastando dinheiro de sua fazenda. Em 1682 embarcou na armada real que foi a Saboya. Entre 1701 e 1703 esteve encarregado do governo da fortaleza da Cabeça Seca. Em 1704 foi provido no posto de comissário de cavalaria na província da Beira.

### No Brasil
Recebeu carta patente em 4 de fevereiro de 1695 como governador do Rio de Janeiro e São Paulo, para substituir interinamente António Pais de Sande no seu impedimento, em 4 de fevereiro de 1695. Como se lê no verbete André Cusaco, seu destino inicial era a Paraíba.
Tomou posse em 19 de abril de 1695 como governador das capitanias reunidas do Rio, São Paulo e Minas Gerais, que nem existia mas cujas terras eram governadas por São Paulo. Sucedeu ao interino André Cusaco. Governou até 2 de abril de 1697. Um de seus primeiros atos foi enviar à Colônia do Sacramento auxilio de 25 mil cruzados, além dos 15 mil enviados por André Cusaco no ano anterior, pois naus francesas rondavam os mares.
Em 16 de junho, remeteu a Lisboa as amostras de ouro trazidas por Carlos Pedroso da Silveira com seu requerimento, em conjunto com Bartolomeu Bueno de Siqueira, no qual pediam ser considerados descobridores daquelas minas. Como se achavam a cerca de 200 léguas de Paranaguá, onde funcionavam os oficiais dos negócios mineiros, Carlos Pedroso foi investido então no posto de «capitão-mor de Taubaté» e nomeado «provedor dos quintos»  nas novas minas dos sertões de Taubaté, com autorização de elevar aí uma Casa de Fundição, pois era escala dos aventureiros que demandavam o sertão.
Em outubro de 1695 a esquadra do almirante Gennes pediu para desembarcar doentes de escorbuto no Rio. Caldas lhes consigna o arraial de São Lourenço, do outro lado da baía. Partiram a 27 de dezembro. Froger, oficial francês, tinha desenhado ao vivo o Rio de Janeiro e seu livro se chama Relation d'un Voyage fait en 1695, 1696 et 1697 aux côtes d'Afrique, Détroit d Magellan, Brésil, Cayenne et Isles Antilles par le sieur Froger, editado em Paris, em 1698.
Mandou reforçar as fortalezas de Santa Cruz, de São João, de Santiago, e construir baterias na Ponta do Gragoatá e na Ilha de Villegaignon, no que foi muito ajudado pelo povo, que espontaneamente concorreu com oito mil cruzados para essas obras.
Uma Carta Régia de 5 de novembro de 1696 é exemplar da severidade com que foi tratado Sebastião de Castro Caldas: mandava que conservasse até segunda ordem as peças de artilharia que comprara dos franceses, procedendo-se a sequestro de seus bens, até se verificar se haviam sido bem ou mal compradas! A 8 de novembro de 1696, uma ordem declara a Artur de Sá e Menezes que, havendo seu antecessor Sebastião de Castro Caldas promovido a postos de oficiais de milícias criados seus, sem que tivessem os anos do regimento, desse baixa e se restituíssem os soldos à Fazenda Real pelos bens do mesmo antecessor. Também foi censurado por permitir a entrada de mais navios franceses no Rio de Janeiro que permitiam os capitulos da Paz, fato censurado acerbamente pelo Rei, que mandou não se consentissem no porto mais de três naus das nações confederadas. Entretanto fez serviços importantes, como carta do porto e da cidade, e deve ter-se justificado, pois o encontramos no Recife em 1707 como governador de Pernambuco até 1710, quando levou um  tiro; rebentando a guerra dos Mascates, se retirou para a Bahia.
Foi substituído por Artur de Sá e Meneses. Chegou-lhe de Lisboa um elogio, afinal, em Carta Régia de 16 de dezembro de 1696 a Artur de Sá e Meneses: «Viu-se a carta que escreveu Sebastião de Castro Caldas, a cujo cargo estava esse governo em 16 de junho deste ano, em que me deu conta de umas novas minas que se haviam descoberto no sertão de Taubaté e de que lhe haviam trazido cinco oitavas de amostras, que remeteu com a notícia de que se haviam descoberto outros ribeiros, como lhe haviam representado Carlos Pedroso da Silveira e Bartolomeu Bueno de Siqueira, a quem proveu nos ofícios delas, por ficar duzentas léguas distantes de Paranaguá e não poderem os oficiais delas acudir as novas minas chamadas dos cataguases. Me pareceu dizer-vos que obrou bem Sebastião de Castro Caldas nesses provimentos. Rei.»

## Dados genealógicos
Filho de:
- António de Castro e Caldas, filho de Sebastião de Castro de Caldas e de Maria de Abreu de Carvalho
- Ana Pereira Serpe, filha de Gaspar Pita Serpe e de Isabel Pita

Casou com:
- Antónia Tomásia de Vargas de Miranda, filha de António de Vargas de Miranda e de Isabel Barbosa Velho

Tiveram:
- António Carlos de Castro casado com Joana Luísa de Noronha de Sousa de Menezes
- Fernando José de Castro, monsenhor da Patriarcal
- Isabel Antónia de Castro casada com Inácio Pita Leite
- João Filipe Pereira de Castro casado com Brites Maria de Castro
- Inácio Francisco de Castro
- Ana, freira
- Úrsula, freira
- Inácio Francisco, cónego de Évora, fidalgo da Casa Real e Monsenhor